# Замок Кассіопі (Керкіра)

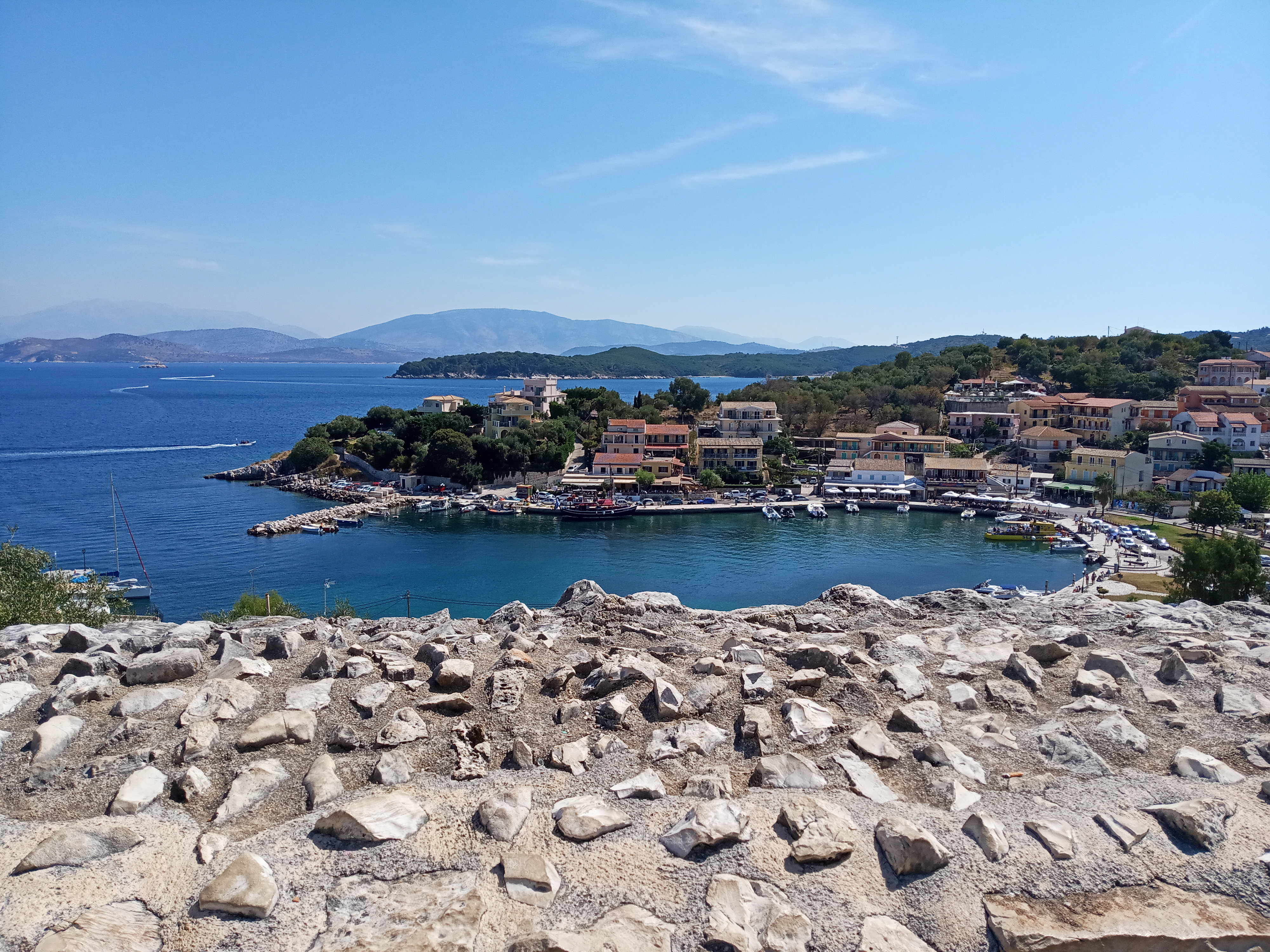
Панорама на село з замку

Замок Касіопі (грец. Κάστρο Κασσιώπης) — фортеця на північно-східному узбережжі острова Керкіра (Корфу), Греція, що височіє над рибальським селом Кассіопі. Це була одна із трьох фортець (замків) візантійського періоду, що захищали острів до венеційської ери (1386–1797). Замки формували оборонний трикутник, Гардікі охороняв південь острова, Кассіопі на північному сході та Ангелокастро на північному заході.
Його розташування на північно-східному узбережжі Корфу, що наглядає за протокою Корфу, який відокремлює острів від материка, надало замку важливе стратегічне значення.
Замок Кассіопі вважається однією з найпомітніших архітектурних решток на Іонічних островах разом з Ангелокастро, Замоком Гардікі та двома венеційськими фортецями міста Корфу, Старим фортом та Новим фортом.

## Будівництво
Є різні теорії походження замку, проте схоже, що його побудовано у візантійський період. Під час розкопок у двох вежах, що примикають до головної брами, а також у третій вежі на північну сторону від головної брами віднайдено бронзові монети за правління візантійських імператорів Маврикія (582–602 рр. Н. Е.) та Василія II (976–1025 рр.). Крім того, віднайдено керамічні черепки, що датуються ранньовізантійським періодом (4–7 століттями н.е.).

## Історія
У 1081 р. на початку першого нормандського вторгнення в Грецію Боемунд I (князь Антіохії) завоював замок. У 1084 році фортеця потрапила до рук Олексійя I Комніна після того, як він переміг нормандський флот після трьох морських битв на Корфу. У 1267 р. Замок захопили Ангевіни, а в 1386 р. замок потрапив до венеційців.

### Венеційський період

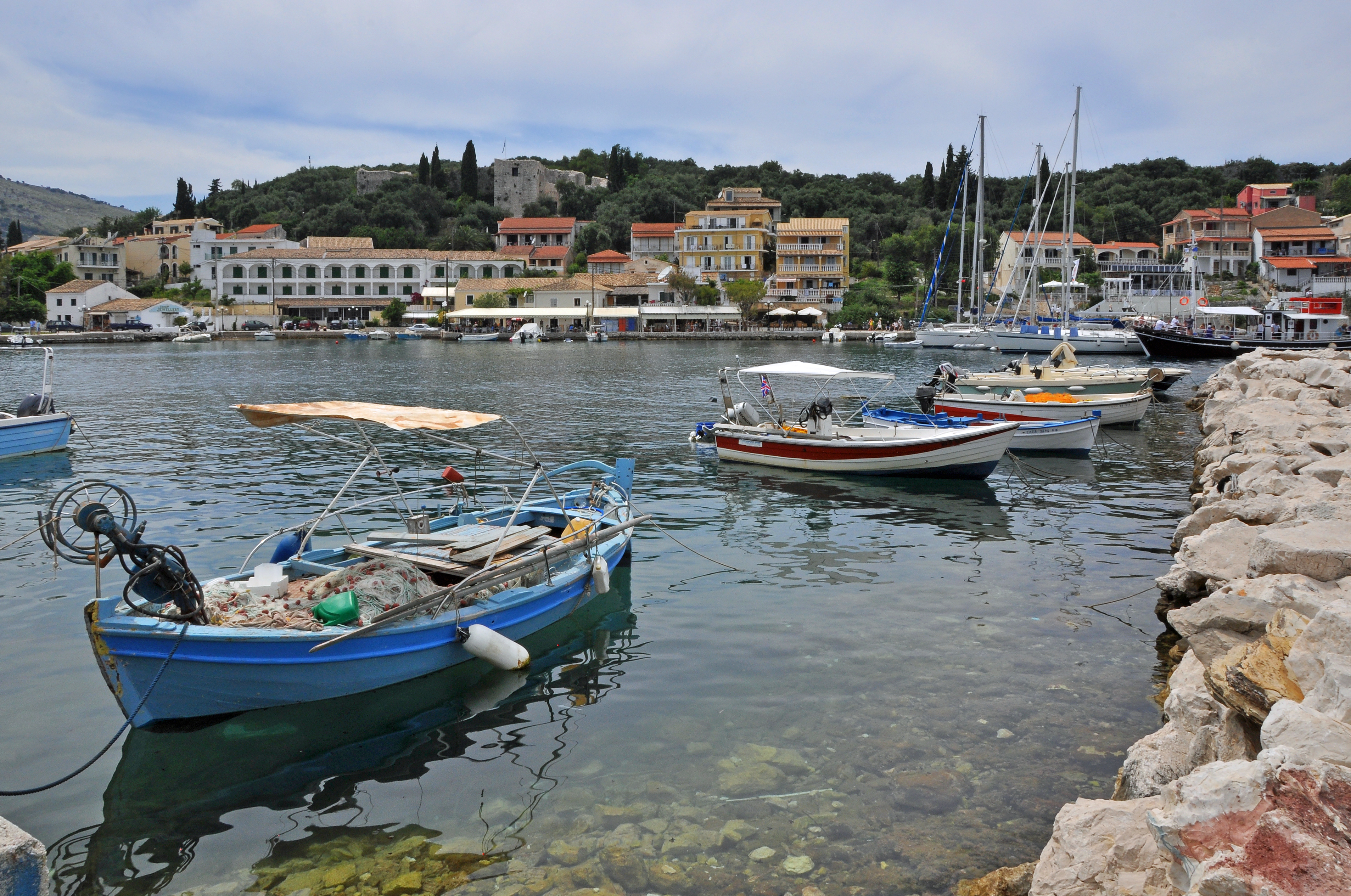
Фортеця на пагорбі над бухтою

Венеційці наказали знищити замок, оскільки його захисники чинили опір захопленню Керкіри і не бажали здаватися. Згодом венеційці його демонтували, побоюючись, що його можуть захопити вороги чи місцеві жителі та застосувати проти них. Навіть у більш пізні часи вони не ремонтували фортецю, на відміну від докладених зусиль щодо зміцнення Ангелокастро та Старої фортеці Корфу. Наслідком такого ставлення до фортеці було те, що під час турецьких облог Корфу в 1537 та 1716 рр. місцеві жителі, які не могли врятуватися, були знищені чи поневолені.
За окремими відомостями, відомі венеційські архітектори Мікеле Санмікелі та його син Джангероламо Санмічелі, які були задіяні в роботах щодо ремонту Старої фортеці Корфу в 1537–1558 роках, перевозили матеріали із замку Кассіопі до ремонтованої фортеці Корфу.
Після 1669 року венеційської капітуляції Іракліону на Криті османам Керкіра стала останнім венеційським володінням і бастіоном у Леванте. Отже, венеційці подвоїли свої зусилля щодо посилення оборонних сил острова. У 1671 році венеційський чиновник на ім'я Донна був відправлений оцінити оборону Корфу і подати план Венеційському сенату. Донна спільно з полководцем Адріатики та майбутнім дожем Венеції Альвізе II Моченіго оцінював замок та його перспективи захисту Корфу від османів, які планували вторгнення на острів з Епіру.  За результатами доповіді Донни та порад військових Венеційський сенат підтримав зміцнення фортеці. Проте, поради Донни щодо загальних планів захисту
Керкіри були проігноровані.
Після другої великої облоги Корфу в 1716 році венеційці нарешті вирішили відновити замок, хоча місцеве населення вже переїхало до інших місць, включаючи села на високогір'ї гори Пантократор.

## Архітектура

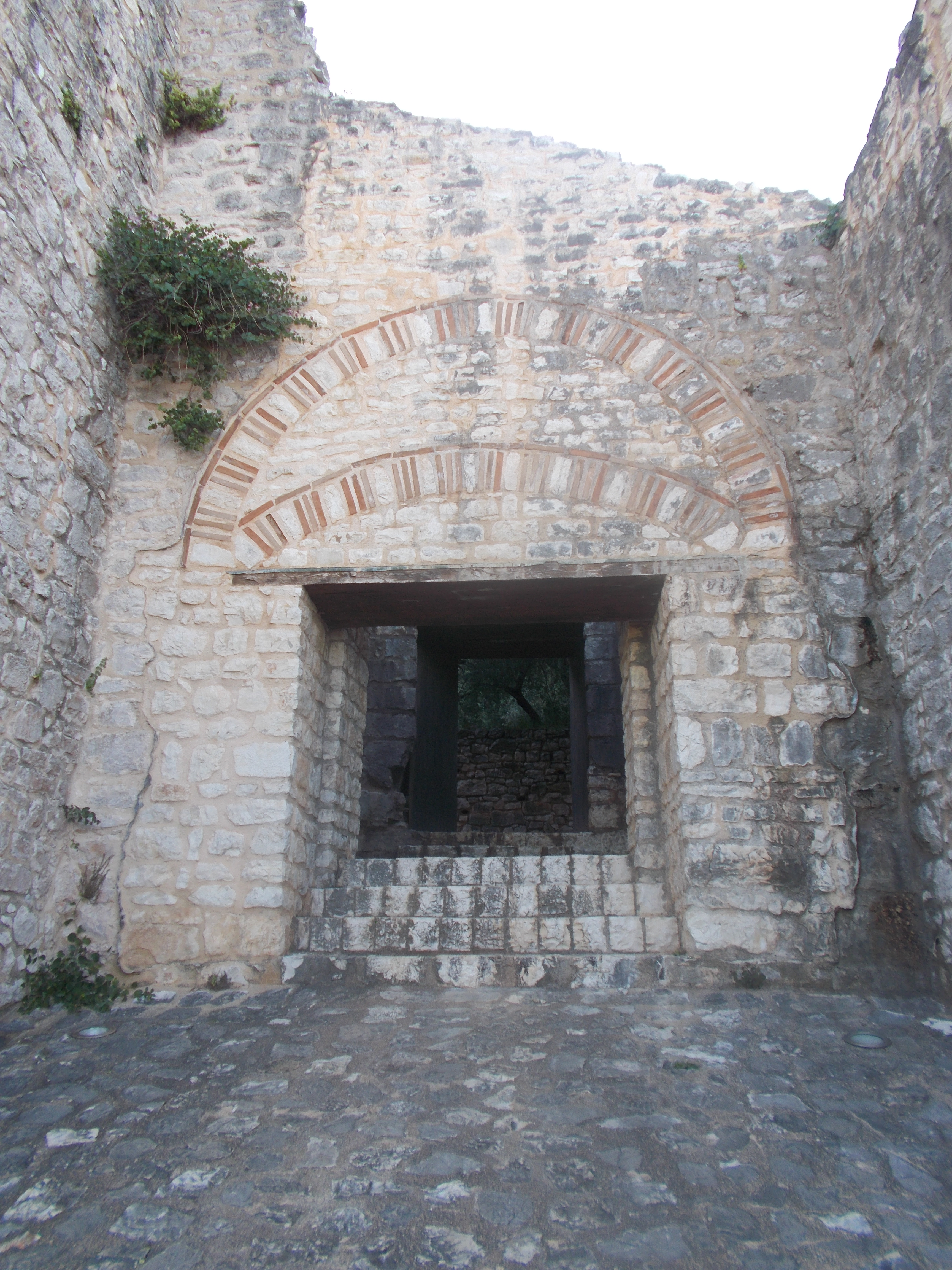
Головна брама фортеці

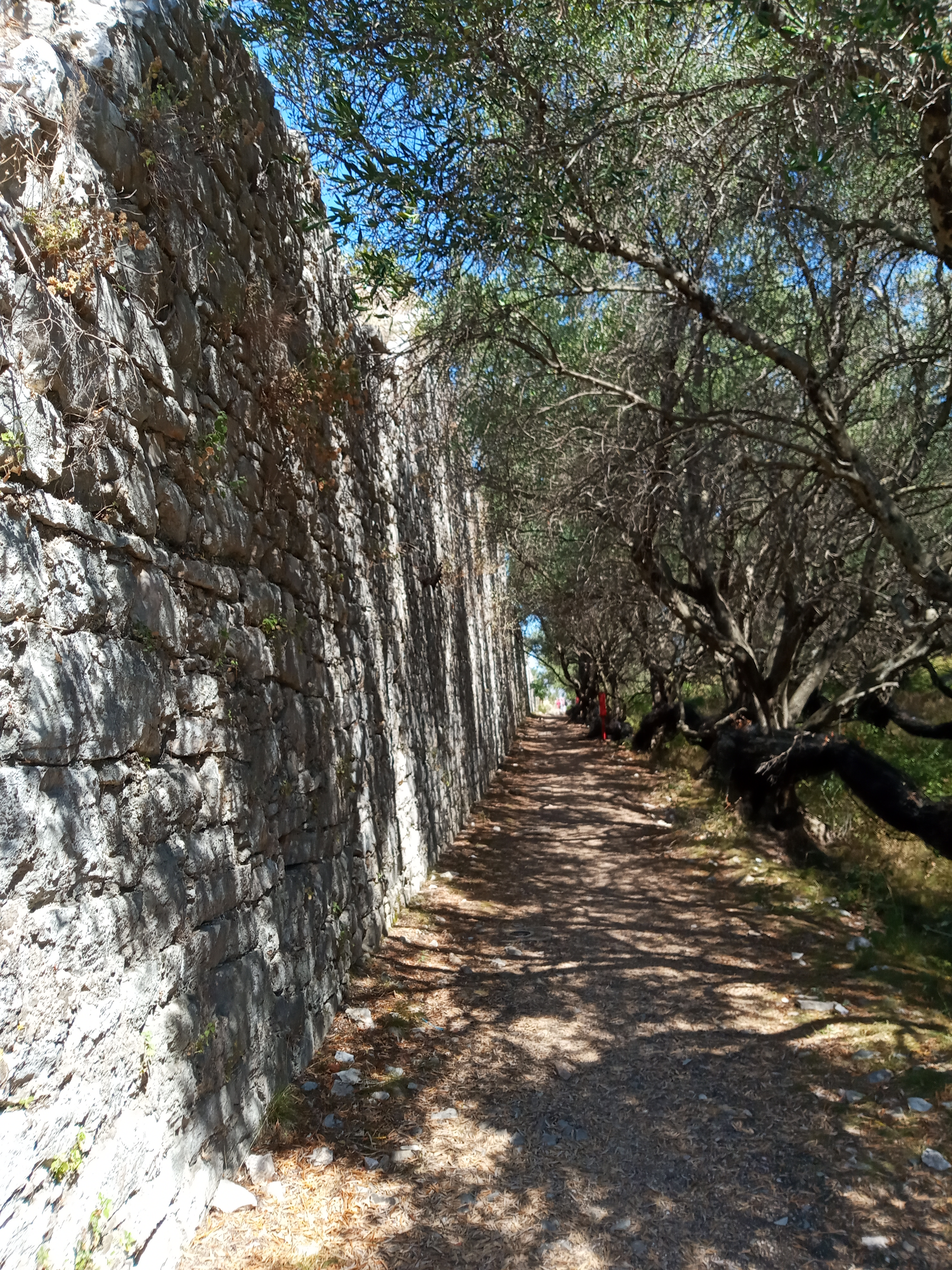
Замок Кассіопі стіни та оливкові дерева

Головна брама замку захищена міцними стінами. Цим фортеця  схожа на інші замки та споруди, знайдені в Епірі. Периметр замку має довжину 1,073 км і має чотирикутну форму з 19 вежами поперемінного кругового і прямокутного перерізів, що охороняють стіни і пролягає з південного заходу на північний схід. Внутрішня частина замку має площу 35177 м2 і порожня від будь-яких споруд, хоча наповнених оливковими деревами. Центральна вежа замку не збереглась, але головна брама існує і підтримується двома сильними вежами з обох боків.
Кожна з веж на воротах має два поверхи, а ворота мають захисні розширення стін, які обмежують доступ з боків, для запобігання несподіваної засідки від ворога, який ховається збоку від воріт.  Товщина стіни біля воріт - 1,9 м. Перед воротами є руїни передньої стінки, які можуть свідчити про залізну конструкції, яка закривала ворота.
Оскільки стіни замку вертикальні, а не похилі, щоб гарматні снаряди могли відштовхуватися від них, конструкція мала на меті відбити звичайну облогову техніку, розроблену до появи артилерії. Таке звичайне обладнання включало б сходи, облогові вежі та таранів. Загальний дизайн замку скромний і характерний для його провінційного походження. Прямокутні вежі старіші за циліндричні, і є ознаки того, що технологія циліндричних веж, можливо, була пізно впроваджена у фортеці, враховуючи її сільське та провінційне розташування.

## Сучасний стан

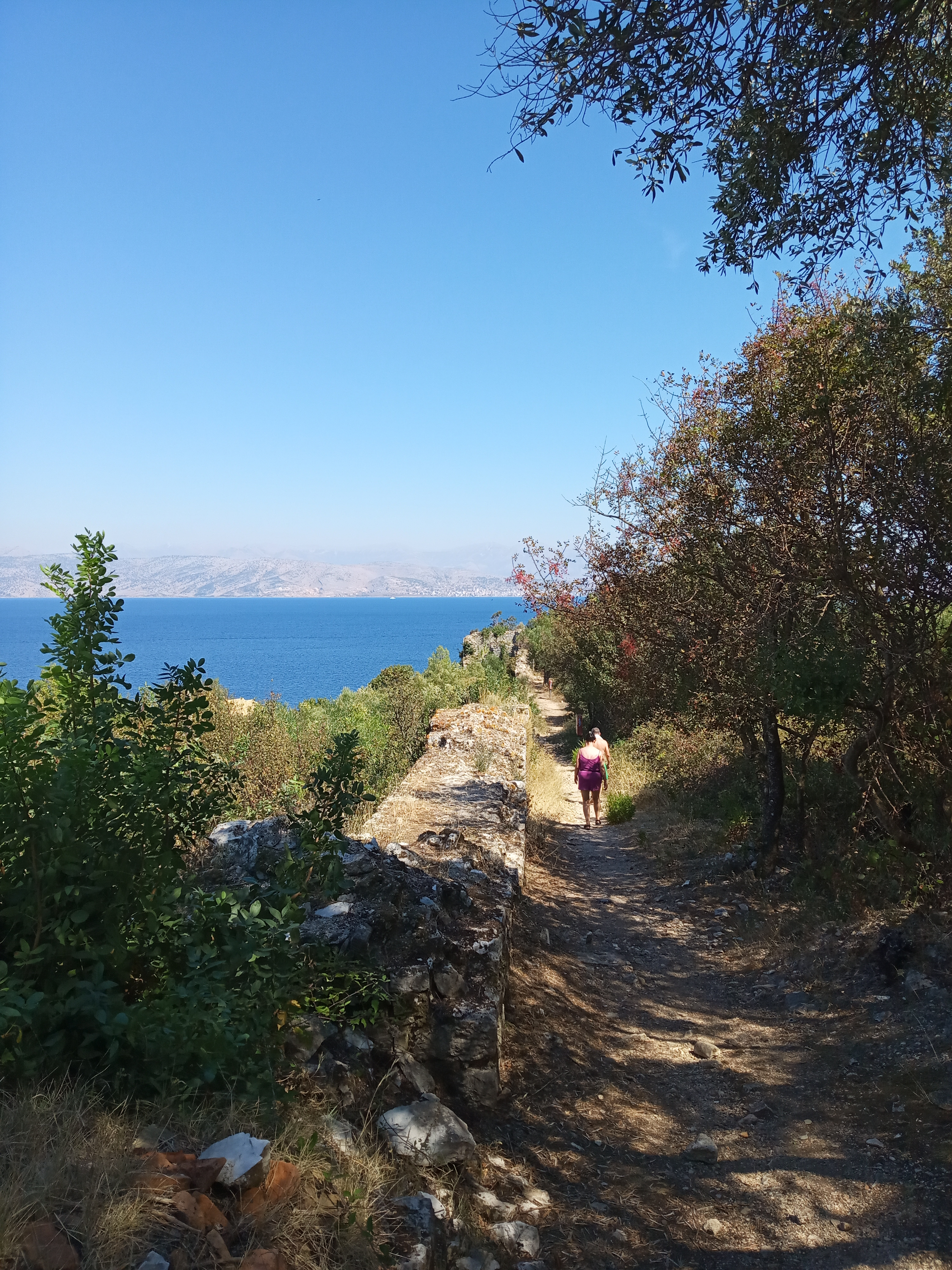
Замок Кассіопі дорога до пляжу

Оскільки замок був покинутий тривалий час, він є зруйнованим. Східна сторона форту зникла і залишилось лише кілька слідів від неї. Є ознаки того, що замкові камені використовували як будівельний матеріал для будинків у цьому районі. Доступ до фортеці в основному з південного сходу через вузьку доріжку, яка включає прохід від будинків та подвір’їв, оскільки замок перебуває в центрі густо забудованого району невеликого селища Кассіопі.
Замок був частково відремонтований за рахунок грантів Європейського Союзу.